# Châtrices
Châtrices é uma comuna francesa na região administrativa do Grande Leste, no departamento de Marne. Estende-se por uma área de 19.53 km², e possui 34 habitantes, segundo o censo de 2018, com uma densidade de 1.7 hab/km².